# Distretto di Pokok Sena
Il distretto di Pokok Sena è un distretto della Malaysia, fa parte dello stato del Kedah e il suo capoluogo è Pokok Sena.